# أثر كهرضوئي

شكل يوضح أن إطلاق الإلكترونات من صفيحة معدنية يتطلب طاقة من فوتونات قادمة أكبر من الطاقة العاملة للمادة.

الأثر الكهرضوئي (بالإنجليزية:Photoelectric Effect) هي انبعاث الإلكترونات من الأجسام الصلبة والسائلة والغازية عند امتصاص الطاقة من الضوء، حيث تسمى الإلكترونات المنبعثة من هذه الظاهرة بالإلكترونات الضوئية (Photoelectrons).
في عام 1887، لاحظ العالم هيرتز أنه عند تعريض سطح من مادة موصلة لشعاع فوق بنفسجي فإنه الشرر الكهربائي يتولد بسهولة أكبر. وفي عام 1905 قدم أينشتاين ورقة أبحاث فسرت النتائج العملية للظاهرة الكهروضوئية على أن طاقة الضوء توجد على شكل كميات من الطاقة سميت فوتونات. وقد أدى اكتشافه هذا إلى ثورة عظيمة في علم فيزياء الكم. وقد منح آينشتاين جائزة نوبل في الفيزياء عام 1921 على تفسيره التأثير الكهروضوئي.
يتطلب التأثير الكهروضوئي وجود فوتونات ذات طاقة تعادل ما يقارب 1 ميجا إلكترون فولت في العناصر ذات العدد الذري الكبير. وأدت دراسة التأثير الكهروضوئي إلى التقدم في فهم الطبيعة الكمية للضوء والإلكترونات، كما كان لها الأهمية في تشكيل مفهوم ازدواجية الموجة-والجسيم. وفسرت كذلك ظاهرة أخرى وهي تغيير الضوء لمسار الشحنات. كما أنها ألقت الضوء على اكتشاف ماكس بلانك السابق للعلاقة التي تربط الطاقة والتردد الناشئة عن تكميم الطاقة.

## آلية الانبعاث
تملك الفوتونات طاقة معينة تتناسب مع تردد الضوء. في عملية الانبعاث الضوئي، إذا امتص إلكترون في مادة ما طاقة فوتون واحد وكانت طاقته أكبر من اقتران الشغل (طاقة ربط الإلكترون) للمادة فسينبعث الإلكترون. أما إذا كانت طاقة الفوتون قليلة جداً، لن يصبح الإلكترون قادراً على التحرر من المادة. وعند زيادة شدة الضوء فإن عدد الفوتونات المنبعثة يصبح في تزايد، ويؤدي هذا إلى زيادة عدد الإلكترونات المنبعثة، ولكنه لا يؤدي إلى زيادة طاقة الممتصة للإلكترون الواحد. ومن هذا نستنتج أن الطاقة التي يحملها الإلكترون المنبعث لا تعتمد على شدة الضوء الساقط عليه، بل تعتمد فقط على تردد (طاقة) هذا الضوء. وهذا يربط طاقة الفوتون الساقط وطاقة الإلكترون المنبعث.
تستطيع الإلكترونات امتصاص طاقة الفوتونات عند تعريضها لشعاع، ولكنها في العادة تتبع مبدأ «كل شيء أو لا شيء». كل طاقة الفوتون يتم امتصاصها واستخدامها لتحرير إلكترون واحد من الرابطة الذرية، وإلا فإن طاقة الفوتون ستنبعث مرة أخرى. فإذا تم امتصاص طاقة فوتون، جزء من الطاقة سيحرر الإلكترون من الذرة، والباقي سيعمل على زيادة الطاقة الحركية للإلكترون الحر.

### الملاحظات التجريبية من الانبعاثات الكهروضوئية
يجب على نظرية التأثير الكهروضوئي أن تشرح الملاحظات التجريبية لانبعاث الإلكترونات من سطح مادة معرض للضوء.
لمعدن معين، يوجد حد أدنى للتردد حيث عند تعريض سطح المعدن لتردد أقل منه فلن يوجد إلكترونات ضوئية منبعثة. ويسمى هذا التردد تردد العتبة. وعند زيادة تردد الشعاع الساقط، وإبقاء عدد الفوتونات الساقطة ثابتاً، سيؤدي هذا إلى زيادة طاقة الفوتون وبالتالي زيادة الطاقة الحركية للإلكترونات الضوئية المنبعثة، وبالتالي زيادة جهد الإيقاف. ويتغير أيضاً عدد الإلكترونات لأن احتمالية أن يتسبب كل فوتون بانبعاث إلكترون مقترنة بطاقة الفوتون.
فوق تردد العتبة، تعتمد طاقة الحركة العظمى للإلكترون على تردد الضوء الساقط، ولكنها لا تعتمد نهائياً على شدة الضوء الساقط.
يتناسب عدد الإلكترونات المنبعثة تناسباً طردياً مع شدة الضوء الساقط، لمعدن معين وبتردد معين للشعاع الساقط. وتؤدي زيادة شدة الضوء (مع إبقاء التردد ثابتاً) إلى زيادة قيمة التيار الكهروضوئي، ويبقى جهد الإيقاف ثابتاً.
الفترة الزمنية الفاصلة بين سقوط الشعاع وانبعاث الإلكترون هي فترة زمنية قليلة جداً، ما يعادل تقريباً أقل من {\displaystyle 10^{-9}} ثانية.
يصل اتجاه توزيع الإلكترونات المنبعثة قيمته العظمى عند اتجاه الاستقطاب (اتجاه المجال الكهربائي) للضوء الساقط، إذا كان مستقطباً بشكل خطي.

### الوصف الرياضي
الطاقة الحركية العظمى {\displaystyle K_{\mathrm {max} }} لإلكترون منبعث تعطى بالعلاقة التالية:
حيث {\displaystyle h} ثابت بلانك و {\displaystyle f} تردد الفوتون الساقط. الرمز {\displaystyle \varphi } = {\displaystyle h\,f_{0}} هو رمز اقتران الشغل (في بعض الأحيان يشار إليه ب {\displaystyle W} أو {\displaystyle \phi })، وهو الذي يعطي الحد الأدنى من الطاقة اللازمة لتحرير إلكترون من سطح معدن ما. ويعبر عن اقتران الشغل ب:
حيث {\displaystyle f_{0}} هو تردد العتبة للمعدن. وبالتالي تكون الطاقة الحركية العظمى لإلكترون منبعث هي:
وبما أن الطاقة الحركية موجبة، إذن يجب أن نحصل على {\displaystyle f>f_{0}} حتى يظهر التأثير الكهروضوئي.

### جهد الإيقاف
العلاقة بين التيار والجهد المطبق توضح طبيعة التأثير الكهروضوئي. للتوضيح، إذا كان هناك مصدر ضوء يضيء صفيحة «ب»، ويوجد صفيحة أخرى «ق» تجمع الإلكترونات المنبعثة. ونحن نقوم بتغيير الجهد بين «ب» و«ق» ونقيس التيار المتدفق في الدائرة الخارجية بين الصفيحتين.
إذا كان تردد وشدة الضوء الساقط ثابتين، سيزداد التيار الكهروضوئي تدريجياً مع زيادة الجهد الموجب عند الصفيحة المجمعة حتى يتم تجميع كل الإلكترونات الضوئية المنبعثة. عند نقطة معينة سيبلغ التيار الكهروضوئي حد الإشباع وبعدها لن يزداد حتى لو ازداد الجهد الموجب. ويعتمد التيار المشبع على شدة الإضاءة، ولا يعتمد على طول الموجة.
إذا طبقنا جهداً سالباً على الصفيحة «ق» وقمنا برفعه تدريجياً، سيقل التيار الكهروضوئي حتى يصل الصفر، عند جهد سالب معين على الصفيحة «ق». أصغر جهد سالب مطبق على الصفيحة «ق» بحيث يجعل التيار الكهروضوئي يصبح صفراً يسمى جهد الإيقاف أو جهد القطع.
1- لتردد معين من الإشعاع الساقط، يعتمد جهد القطع على شدة الضوء.
2- لتردد معين من الإشعاع الساقط، يتعلق جهد القطع بالطاقة الحركية العظمى للإلكترون الكهروضوئي الذي توقف من الوصول إلى الصفيحة «ق». إذا اعتبرنا m هي الكتلة و v هي السرعة القصوى للإلكترون الضوئي المنبعث، إذاً
إذا كانت {\displaystyle q_{e}} هي شحنة الإلكترون وكانت {\displaystyle V_{0}} هي جهد الإيقاف، إذاً يكون الشغل المنجز من جهد القطع لإيقاف الإلكترون {\displaystyle =eV_{0}}، فنحصل على
العلاقة أعلاه تعطي أن السرعة القصوى للإلكترون الضوئي المنبعث مستقلة عن شدة الضوء الساقط، إذاً
يتغير جهد الإيقاف خطياً مع تردد الضوء، ولكنه يعتمد أيضاً على نوع المادة. فلأي مادة معينة، يوجد تردد عتبة يجب أن يتم تجاوزه، وهو مستقل عن شدة الضوء، ليتم رصد الإلكترون المنبعث.

## تاريخ
عند تعريض سطح ما إلى إشعاع كهرطيسي فوق تردد معين (عادة هو تردد الضوء المرئي للفلزات القلوية، وقريب من الأشعة فوق البنفسجية لباقي الفلزات، وهو أقصى قيمة للأشعة فوق البنفسجية للا فلزات)، يتم امتصاص الإشعاع وتنبعث الإلكترونات من السطح. الضوء، وبالأخص فوق البنفسجي، يفرغ الأجسام المشحونة بشحنة سالبة ويولد إشعاع تشبه طبيعته طبيعة أشعة الكاثود. وتحت ظروف خاصة يمكن أن تأين الغازات. أول من اكتشف هذه الظاهرة هما العالمان هرتز وهالفاخس عام 1887. وأعلن عن هذه الظاهرة من قبل العالم لينارد عام 1900.
الضوء فوق البنفسجي الذي يؤدي إلى هذا التأثير يمكن الحصول عليه من مصباح قوسي، أو من خلال حرق المغنيسيوم، أو من خلال حث ملف بين طرفين من الزنك والكادميوم، وهو ضوء غني جداً بالأشعة فوق البنفسجية. ويعتبر شعاع الشمس غير غني بالأشعة فوق البنفسجية، حيث أن هذه الأشعة يتم امتصاصها من طبقة الغلاف الجوي، وهي بشكل عام لا تنتج تأثيراً قوياً مثل المصباح القوسي. العديد من المواد ومن ضمنها المعادن تفرغ الشحنات السالبة تحت تأثير الأشعة فوق البنفسجية: ويمكن الحصول على قوائم بهذه المواد من أوراق أبحاث G. C. Schmidt و O. Knoblauch.

## اقرأ أيضا
- اشعاع تأين حراري
- تأثير ضوء جهدي
- خلية شمسية
- تأثير كومبتون
- إنتاج زوجي
- دالة شغل
- مستوى فيرمي
- ويلوبي سميث
- الحافة-ك